# إدوارد روزين
إدوارد روزين (بالإنجليزية: Edward Rosen)‏ هو مؤرخ علوم أمريكي، ولد في 12 ديسمبر 1906 في مانهاتن في الولايات المتحدة، وتوفي بنفس المكان في 28 مارس 1985.